# 久別重逢
《久別重逢》（英語：Last Song For You）是一部2024年的香港奇幻愛情電影。由新晉導演梁禮彥執導及編劇，鄭伊健、陳卓賢、許恩怡、蔡思韵領銜主演。由美亞電影製作出品，洲立影片發行。故事由導演自身在創作過程中所經歷的迷茫所啟發，講述一位音樂人在面對創作瓶頸時，選擇逃避並展開了一段療癒之旅，揭示了人生在不同年齡階段的各種期盼與遺憾。
本片獲香港電影發展基金融資金額500萬，並晉身第54屆鹿特丹國際電影節Harbour單元。於2024年12月10日首映，2024年12月20日正式上映。

## 劇情
那年盛夏，少女夏文萱（許恩怡 飾）與少年蘇昇華（陳卓賢 飾），因一張唱片相遇，但對這段青澀的愛情，不知能走多遠⋯⋯
多年後，已成為音樂人的蘇昇華（鄭伊健 飾），在人生低谷時，意外重逢夏文萱（蔡思韵 飾）。被病困的夏文萱心痛眼前蘇昇華變化如此，決定為他送上最後禮物，希望這段旅程能讓他找到人生改變⋯⋯

## 演員
- 鄭伊健 飾演 蘇昇華
- 陳卓賢 飾演 蘇昇華（少年）
- 許恩怡 飾演 夏文萱（少年）
- 蔡思韵 飾演 夏文萱
- 周漢寧 飾演 細炳（少年）
- 朱栢康 飾演 細炳
- 林熙彤 飾演 夏文萱的女兒
- 黃文慧 飾演 夏文萱的婆婆
- 朱栢謙 飾演 蘇昇華的父親
- 李凱賢 飾演 Hugo，蘇昇華的經理人

## 歌曲
| 曲序 | 曲目                |                | 作曲       | 编曲       | 製作人     | 主唱           | 备注   |
| ---- | ------------------- | -------------- | ---------- | ---------- | ---------- | -------------- | ------ |
| 1.   | 久別重逢            | Oscar          | 陳光榮     | 陳光榮     | 陳光榮     | 鄭伊健、陳卓賢 | 主題曲 |
| 2.   | Tides               | 陳卓賢／潘宇謙 | 陳卓賢     | 陳卓賢     | 陳卓賢     | 陳卓賢         | 插曲   |
| 3.   | 我的歌              | 黃偉文         | 葉良俊     | 陳光榮     | 陳光榮     | 陳卓賢、許恩怡 | 插曲   |
| 4.   | Diamonds On The Sea | Justin Lee     | Justin Lee | Justin Lee | Justin Lee | Justin Lee     | 插曲   |

## 製作
本片分別於香港大街小巷、長洲及日本四國多地取景。包括香港位於旺角的樓上唱片店、荃灣仁濟醫院、長洲家樂徑、錦江小學、天福亭，以及日本高知縣一條神社等。

## 發行
- 2024年12月10日，本片於沙田新城市廣場舉行首映禮。[16][17][18][19][20][21][22][23][24]

## 獎項及提名
| 年份 | 頒獎典禮                   | 獎項             | 入圍者                                                           | 結果 |
| ---- | -------------------------- | ---------------- | ---------------------------------------------------------------- | ---- |
| 2025 | 第31屆香港電影評論學會大獎 | 最佳女演員       | 許恩怡                                                           | 提名 |
| 2025 | 香港電影導演會年度大獎     | 新晉導演獎       | 梁禮彥                                                           | 獲獎 |
| 2025 | 第43屆香港電影金像獎       | 最佳女主角       | 許恩怡                                                           | 提名 |
| 2025 | 第43屆香港電影金像獎       | 最佳新演員       | 陳卓賢                                                           | 提名 |
| 2025 | 第43屆香港電影金像獎       | 最佳攝影         | 劉君樂                                                           | 提名 |
| 2025 | 第43屆香港電影金像獎       | 最佳美術指導     | 鄧伊妮                                                           | 提名 |
| 2025 | 第43屆香港電影金像獎       | 最佳原創電影音樂 | 陳光榮、陳永健                                                   | 提名 |
| 2025 | 第43屆香港電影金像獎       | 最佳原創電影歌曲 | 《久別重逢》 - 作曲：陳光榮 - 填詞：Oscar - 主唱：鄭伊健、陳卓賢 | 提名 |
| 2025 | 第43屆香港電影金像獎       | 新晉導演         | 梁禮彥                                                           | 提名 |

## 備註
1. ↑  截至2025年2月5日

## 外部連結
- 久別重逢的Facebook專頁
- 久別重逢的Instagram帳戶
- 香港影庫上《久別重逢》的資料（繁體中文）
- 豆瓣电影上《久別重逢》的資料 （简体中文）
- 互联网电影数据库（IMDb）上《久別重逢》的资料（英文）